# Tân Thành, Đồng Xoài
Tân Thành là một xã thuộc thành phố Đồng Xoài, tỉnh Bình Phước, Việt Nam.
Xã Tân Thành có diện tích 57,28 km², dân số năm 1999 là 6.462 người, mật độ dân số đạt 113 người/km².